# Walker-Warburg-Syndrom
Das Walker-Warburg-Syndrom (WWS) ist eine Muskelerkrankung, die zur Gruppe der kongenitalen Muskeldystrophien bzw. zu deren Untergruppe, den Dystroglykanopathien  gehört. Es handelt sich um eine seltene Erbkrankheit, die autosomal-rezessiv vererbt wird.
Synonyme sind:
- HARD+E-Syndrom
- Zerebro-okuläre Dysplasie
- Chemke-Syndrom
- Pagon-Syndrom
- Warburg-Syndrom

Das Walker-Warburg-Syndrom ist genetisch sehr heterogen. Es wurden verschiedene Mutationen in insgesamt 6 verschiedenen Genen gefunden, die zu einem Walker-Warburg-Phänotyp führen. Klinisch ist das Walker-Warburg-Syndrom durch eine schwere Muskeldystrophie und durch Fehlbildungen des Gehirns (Aquäduktstenose) und der Augen (Persistierender hyperplastischer primärer Vitreus) gekennzeichnet. Symptome der Erkrankung sind bereits bei Geburt deutlich erkennbar. Die Erkrankung führt innerhalb der ersten zwei bis drei Lebensjahre zum Tod. Eine kausale Therapie ist nicht bekannt.

## Ursache
Das Walker-Warburg-Syndrom wird durch Genmutationen verursacht und wird autosomal-rezessiv vererbt. Es sind mehrere Mutationen in insgesamt 6 verschiedenen Genen bekannt, deren Genprodukte gleichnamige Proteine sind:
POMT1 (Protein O-mannosyl-transferase 1), POMT2 (Protein O-mannosyl-transferase 2), POMGNT1 (Protein O-linked-mannose beta-1,2-N-acetylglucosaminyltransferase 1), Fukutin, FKRP (Fukutin related protein) und LARGE (Glycosyltransferase-Like Protein LARGE1).

## OMIM-Klassifikation
Nach der neusten Klassifikation von Online Mendelian Inheritance in Man aus dem Jahre 2011 werden das Walker-Warburg-Syndrom und die etwas milder verlaufende Muskel-Auge-Gehirn-Krankheit (Muscle-Eye-Brain Disease, MEB), bei der Mutationen in denselben 6 Genen nachzuweisen sind, zu einer Gruppe von Erkrankungen zusammengefasst und als Congenital Muscular Dystrophy-Dystroglycanopathy with Brain and Eye Anomalies Type A (MDDGA) bezeichnet wird. In Abhängigkeit vom betroffenen Gen werden die Erkrankungen von 1 bis 6 durchnummeriert:
- MDDGA1: POMT1[15]
- MDDGA2: POMT2[16]
- MDDGA3: POMGNT1[17]
- MDDGA4: Fukutin[18]
- MDDGA5: Fukutin related protein (FKRP)[19]
- MDDGA6: LARGE1[20]

## Medizingeschichte
Das Walker-Warburg-Syndrom wurde benannt nach Arthur Earl Walker und Mette Warburg. Walker beschrieb das Syndrom erstmals 1942. Warburg veröffentlichte 1972 eine weitere Arbeit über das Syndrom mit neueren Erkenntnissen.